# New-Jersey-Plan

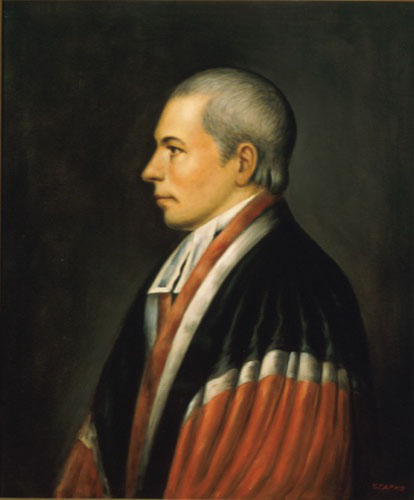
William Paterson

Der New-Jersey-Plan (auch bekannt als Small-State-Plan oder Paterson-Plan) war ein Vorschlag für die Struktur der Regierung der Vereinigten Staaten, der von William Paterson auf dem Verfassungskonvent am 15. Juni 1787 vorgestellt wurde. Der Plan entstand als Reaktion auf den Virginia-Plan, der zwei Kongresskammern vorsah, die beide mit einer Aufteilung nach der Bevölkerungszahl gewählt wurden. Die weniger bevölkerungsreichen Staaten waren entschieden dagegen, den bevölkerungsreicheren Staaten den größten Teil der Kontrolle über die nationale Regierung zu geben, und schlugen daher einen alternativen Plan vor, der die Vertretung eines Staates mit je einer Stimme unter einer gesetzgebenden Institution aus den Konföderationsartikeln beibehalten hätte.
Der New-Jersey-Plan wurde von James Madison und Edmund Randolph, den Befürwortern des Virginia-Plans, abgelehnt.

## Vorschläge
Unter dem New-Jersey-Plan wurde die Einkammer-Legislative mit einer Stimme pro Staat aus den Konföderationsartikeln übernommen. Diese Position spiegelte die Überzeugung wider, dass die Staaten unabhängige Einheiten waren und, da sie den Vereinigten Staaten von Amerika frei und eigenwillig beitraten, dies auch blieben.
Der Plan schlug Folgendes vor:

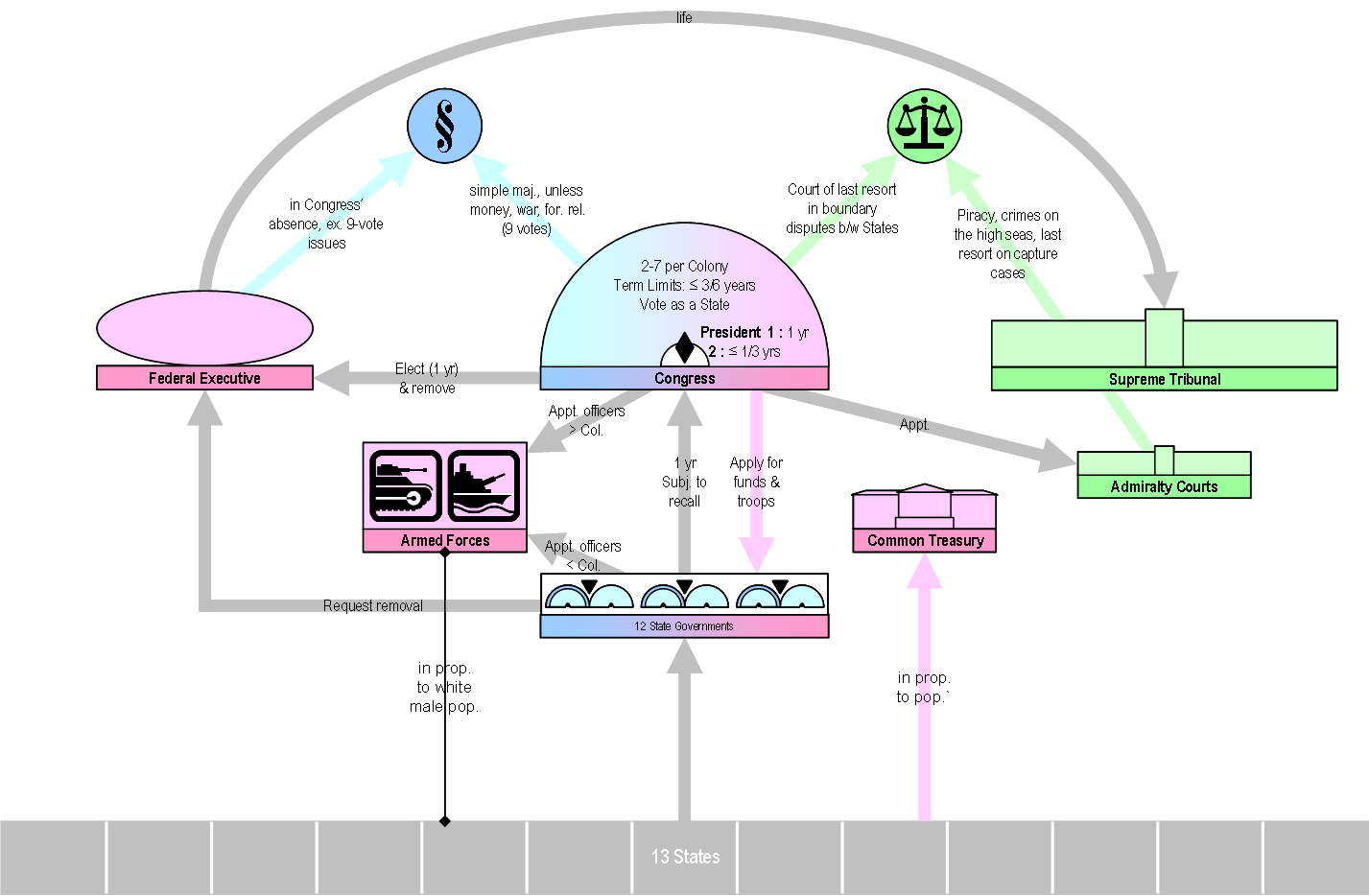
Darstellung des New-Jersey-Plans (in englischer Sprache)

1. Die Artikel der Konföderation sollten modifiziert werden.
2. Zusätzlich zu den bestehenden Befugnissen unter allen Artikeln der Konföderation, erhielt der Kongress die Befugnis, Mittel über Zölle und andere Maßnahmen zu erhöhen und den zwischenstaatlichen Handel und den Handel mit anderen Nationen zu regulieren. Fälle, die diese Befugnisse betreffen, würden immer noch von den Gerichten der Bundesstaaten verhandelt werden, sofern sie nicht an die Bundesjustiz verwiesen werden.
3. Der Kongress hat die Befugnis, von den Staaten Steuern zu erheben, die sich nach der Anzahl der freien Einwohner und drei Fünftel der Sklaven in diesem Staat richten. Diese Befugnis erfordert jedoch die Zustimmung eines Teils der Staaten.
4. Der Kongress wählt eine aus mehreren Personen bestehende Bundesexekutive, die nicht wiedergewählt werden kann und vom Kongress abberufen werden kann, wenn dies von der Mehrheit der Exekutiven der Staaten verlangt wird.
5. Die föderale Justiz wird durch ein Oberstes Gericht repräsentiert, das von der föderalen Exekutive ernannt wird und das die Autorität in föderalen Amtsenthebungsverfahren und als letzte Instanz in Fällen, die nationale Angelegenheiten (wie Verträge) betreffen, hat.
6. Die Artikel der Konföderation und Verträge sind das oberste Gesetz des Landes, eine frühe Darstellung in den Debatten der Supremacy Clause.[3][4] Die Bundesexekutive ist befugt, Gewalt anzuwenden, um nicht konforme Staaten zur Einhaltung des Gesetzes zu zwingen.
7. Es sollte eine Politik zur Aufnahme neuer Staaten festgelegt werden.
8. Eine einheitliche Politik für die Einbürgerung sollte etabliert werden.
9. Ein Bürger eines Staates kann nach den Gesetzen eines anderen Staates, in dem das Verbrechen begangen wurde, strafrechtlich verfolgt werden.

In Variationen des Plans wurde auch vorgeschlagen, dass die Regierungen der Bundesstaaten durch einen Eid zur Unterstützung der Artikel verpflichtet werden sollten, dass eine Politik für den Umgang mit territorialen Streitigkeiten festgelegt werden sollte und dass die als Hochverrat geltenden Straftaten definiert werden sollten.

## Berücksichtigung
Letztendlich wurde der New-Jersey-Plan als Grundlage für eine neue Verfassung abgelehnt. Der Virginia-Plan wurde verwendet, aber einige Ideen aus dem New-Jersey-Plan wurden als Teil des Connecticut-Kompromisses hinzugefügt. Die vielleicht wichtigste dieser Ideen war die Einführung einer Zweikammer-Legislative, bei der das US-Repräsentantenhaus nach Bevölkerungszahl aufgeteilt wurde, wie es der Virginia-Plan vorsah, und der Senat gleiche Stimmen pro Staat erhielt, wie es der New-Jersey-Plan vorsah.